# Sarpy County
Sarpy County är ett administrativt område i delstaten Nebraska, USA, med 158 840 invånare. Den administrativa huvudorten (county seat) är Papillion och den största staden är Bellevue. Countyt ligger i södra delen av Omahas storstadsområde.

## Geografi
Enligt United States Census Bureau har countyt en total area på 640 km². 622 km² av den arean är land och 18 km² är vatten. 

### Angränsande countyn
- Douglas County - norr
- Pottawattamie County, Iowa - nordost
- Mills County, Iowa - sydost
- Cass County - söder
- Saunders County - väster